# طيران مارتن الرحلة 495
طيران مارتن الرحلة 495 هي طائرة ماكدونل دوغلاس دي سي-10 التابعة لطيران مارتن الهولندية في 21 ديسمبر 1992 والمتجهة من أمستردام إلي فارو وتحمل علي متنها 327 راكبا و13 من أفراد الطاقم وأثناء أقترابها من مطار فارو دخلت في مطب جوي مما أدي إلي إسقاط الطائرة وتحطمها في مطار فارو في فارو , البرتغال ومقتل 56 شخصا وجرح 106 شخصا ونجاة 284 شخصا وحوادث الطائرات الأكثر مميتا بسبب المطب جوي كانت في 2 أغسطس 1985 عندما تحطمت طائرة لوكهيد إل-1011 تراي ستار التابعة لدلتا إيرلاينز الرحلة 191 في مدينة إيرفينغ (تكساس) مما أدي إلي مقتل 137 شخصا ونجاة 27 شخصإ